# Palpimanus carmania
Palpimanus carmania – gatunek pająka z rodziny Palpimanidae. Zamieszkuje Iran.

## Taksonomia
Gatunek ten opisany został po raz pierwszy w 2021 roku przez Alirezę Zamaniego i Jurija Marusika na łamach „ZooKeys”. Opisu dokonano na podstawie pojedynczego samca odłowionego w 1972 roku. Jako lokalizację typową wskazano okolice Sirdżanu w irańskim ostanie Kerman. Epitet gatunkowy pochodzi od historycznej Kermanii.

## Morfologia i zasięg
Pająk o ciele długości 5,5 mm przy karapaksie długości 2,7 mm i szerokości 1,9 mm. Karapaks, szczękoczułki, warga dolna, szczęki i sternum są ciemnorude i porośnięte białymi szczecinkami. Odnóża pozbawione są obrączkowania; pierwsza ich para jest ciemnopomarańczowa, pozostałe zaś żółtawobrązowe. Kolejność par odnóży od najdłuższej do najkrótszej to: I, IV, II, III. Wszystkie stopy z wyjątkiem tych pierwszej pary oraz wszystkie nadstopia mają na spodnich stronach kępki włosków. Opistosoma (odwłok) jest kremowo ubarwiona, porośnięta rozproszonymi, ciemnymi szczecinkami, zaopatrzona w skutum brzuszne oraz cztery skutule – dwie podłużne, umieszczone pod skosem i dwie kropkowate. Ubarwienie kądziołków przędnych jest jednolite. Nogogłaszczki samca mają nabrzmiałe, szersze od bulbusa, 1,1 raza szersze niż dłuższe golenie. Półtorakrotnie dłuższe od goleni jest cymbium. Zwężający się ku zaostrzonemu szczytowi trzonek embolusa jest szerszy i osadzony na bulbusie bardziej dystalnie niż u P. persicus.
Gatunek palearktyczny, znany jest tylko z miejsca typowego na południu Iranu.